# 三菱一号館美術館

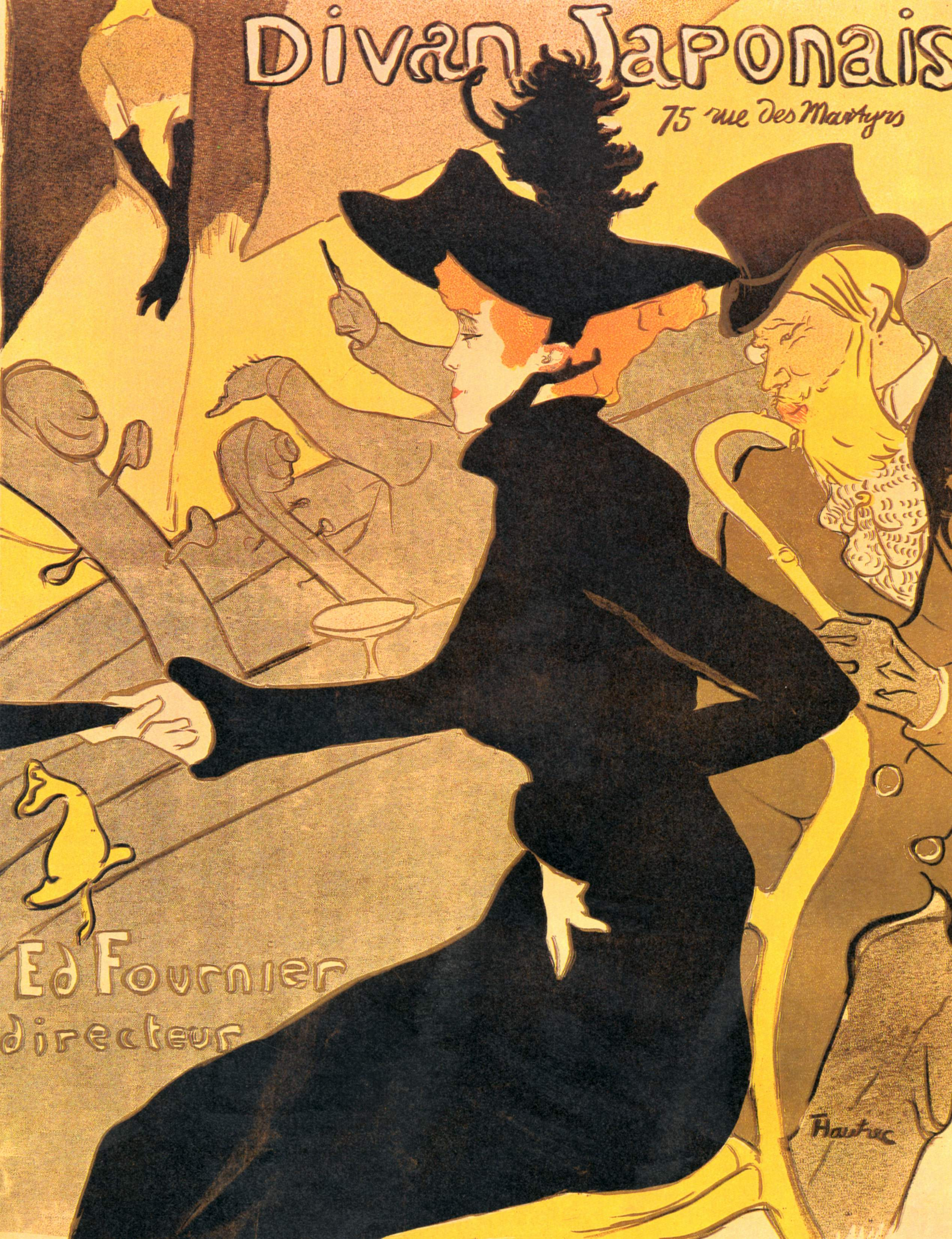

三菱一号館美術館（みつびしいちごうかんびじゅつかん）は、東京都千代田区丸の内にある美術館。大手不動産会社の三菱地所が運営する企業博物館で、同館の建物は丸の内最初の洋風貸事務所建築として明治時代に建てられた（旧）三菱一号館を同社が復元したものである。

## 概要
三菱地所による再開発で2009年に誕生した「丸の内ブリックスクエア」を構成する施設として2010年に開館した。19世紀の近代美術を中心とする美術館で、企画展を年間3～4回開催する。常設展示は設けられていないが19世紀末の美術品を収蔵しており、特にロートレック作品を多く所蔵することからフランス・アルビ市のトゥールーズ=ロートレック美術館（fr）と姉妹館提携を行っている。初代館長は19世紀フランス美術史を専門とする美術史家の高橋明也。
展示室は館内の1～3階に分かれて配置されており、建造物の構造的な制約により平均40m2の比較的小さい展示室が20室連なる特異な構成となっている。

## 沿革
- 1894年（明治27年） - 第1号館（三菱一号館とも称された）竣工
- 1918年（大正7年） - 第1号館は東9号館に改称
- 1968年（昭和43年）3月 - 東9号館は三菱地所により解体される
- 2009年（平成21年）
  - 4月30日 - 三菱一号館竣工
  - 9月3日 - 竣工記念展『一丁倫敦と丸の内スタイル展』開催、館内店舗開業
- 2010年（平成22年）4月6日 - 正式開館、開館記念展として『マネとモダン・パリ』を開催
- 2023年（令和5年）4月10日 - 修繕工事のためこの日より長期休館となる[2]。
- 2024年（令和6年）11月23日 - 再開館[3]。

## 館内施設
- 展示室（20室約800m2）
- カフェ「Café 1894」

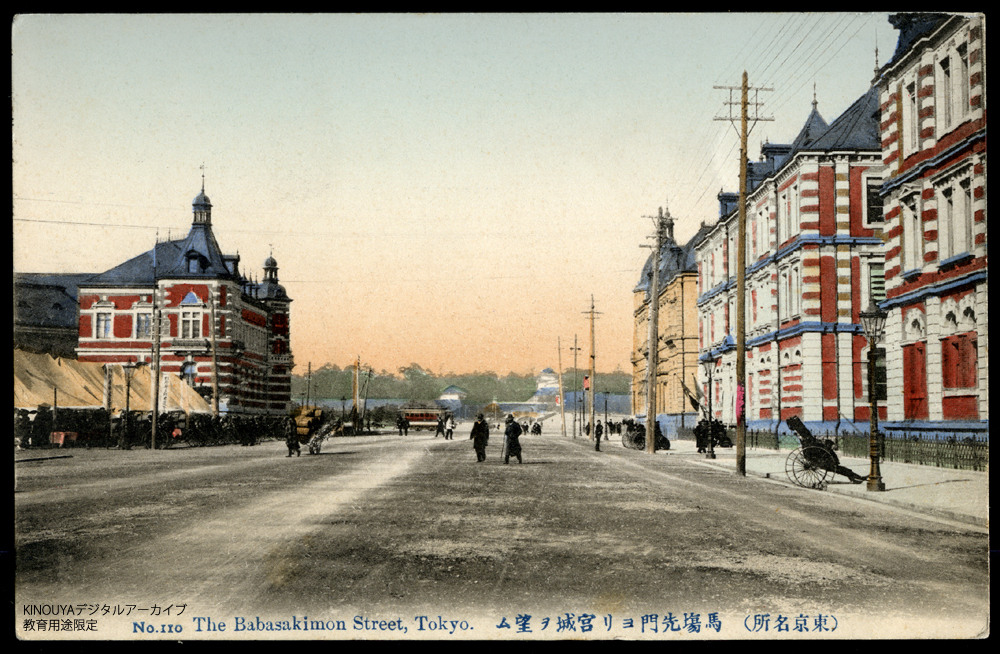
手彩色絵葉書東京丸の内馬場先門通り明治期

- ミュージアムショップ「Store 1894」
- 歴史資料室
- 三菱センターデジタルギャラリー

## 収蔵作品
1880年代～1890年代に制作された美術品・工芸品を収蔵している。
モーリス・ジョワイヤンコレクション
アンリ・ド・トゥールーズ＝ロートレック作品のリトグラフ・ポスター計200数十点を所蔵する。これらのリトグラフはロートレック自身が手元に置き、後に友人の画商モーリス・ジョワイヤンが引き継いだコレクションに由来する。
ジョン&ミヨコ・ウンノ・デイヴィー コレクション
「生活のなかのジャポニズム」をテーマとした美術工芸品コレクション。陶磁器、銀器、ガラス作品など200点以上。

## 脚註
1. ↑  三菱一号館美術館が4月6日開館 三菱地所プレスリリース 2010年4月5日付
2. ↑  “東京・丸の内「三菱一号館美術館」が修繕工事のため長期休館へ、24年秋まで”. FASHION PRESS (株式会社カーリン). (2023年2月24日) 2023年6月8日閲覧。
3. ↑  「三菱美術館リニューアル、東京 丸の内、23日に開館」『共同通信』。2024年11月23日閲覧。